# قائمة مواقع التراث العالمي في إيران

مواقع التراث العالمي هي معالم ترشّحها لجنة التراث العالمي في اليونسكو لتُدرَج ضمن برنامج مواقع التراث العالمي الذي تديره اليونسكو. هذه المعالم قد تكون طبيعية، كالغابات وسلاسل الجبال، ثقافية أو من صنع الإنسان، كالبنايات والمدن. ويعتمد الاختيار على عشرة شروط، ستة منها ثقافية (الشروط الستة الأولى) وأربعة طبيعية (الشروط الأربعة المتبقية)؛ وفي بعض الأحيان يطابق الموقع المختار ضمن اللائحة المعايير الثقافية والطبيعية معاً.
وبحسب معاهدة مواقع التراث العالمي يحق لأي بلد عضو في اليونسكو ترشيح المواقع الطبيعية والثقافية لتوضع على لائحة التراث العالمي؛ تُصوِّت لجنة التراث العالمي على اختيار الموقع، شرط أن يكون مستوفيا لواحد من الشروط العشرة على الأقل.
انتمت إيران إلى معاهدة مواقع التراث العالمي في 26 شباط/ فبراير 1975. أُدرج أول موقع إيراني وهو جغا زنبيل على قائمة التراث العالمي عام 1979 تبعه في نفس العام مواقع برسبوليس وساحة نقش جهان. أضيفت، في سنوات لاحقة، مواقع أخرى إلى قائمة مواقع التراث العالمي حتى بلغ عدد هذه المواقع 23 موقعًا، جميعها ثقافية ما عدا صحراء لوط المصنفة على إنها موقع طبيعي.
تصنِّف منظمة اليونسكو كل عام مواقع مرشحة لتكون على لائحة التراث العالمي أو تلغي تصنيف مواقع أخرى إذا ما فقدت شروط البقاء على اللائحة.
كما تدرج لجنة التراث العالمي مواقع محددة كمعرضة للخطر مع تحديد العوامل التي تعرضها للخطر، ومن هذه المواقع في إيران بم التي تعرضت إلى أضرار جسيمة جراء زلزال عام 2003.
إلا أن هذا الموقع رُفِع من اللائحة في مؤتمر اليونسكو الذي عقد من 16 إلى 27 حزيران/ يونيو 2013 بعد أعمال الترميم الواسعة التي قامت بها السلطات الإيرانية وأعادت الموقع إلى سابق عهده.

## القائمة
| ت  | الاسم                              | الصورة | المحافظة                                                                                            | معايير الاختيار                                       | سنة التسجيل | الوصف |
| -- | ---------------------------------- | ------ | --------------------------------------------------------------------------------------------------- | ----------------------------------------------------- | ----------- | --- |
| 1  | جغا زنبيل                          |        | محافظة خوزستان                                                                                      | المعايير الثقافية: (ثالثاً)(رابعاً)                     | 1979        | زقورة تقع في مدينة شوشان عاصمة عيلام بناها الملك العيلامي أونتاش ناپیریشا عام 1250 ق.م. |
| 2  | تخت جمشيد                          |        | محافظة فارس                                                                                         | المعايير الثقافية: (أولاً)(ثالثاً)(سادساً)               | 1979        | عاصمة الإمبراطورية الأخمينية (550-330ق.م). |
| 3  | ميدان نقش جهان                     |        | محافظة أصفهان                                                                                       | المعايير الثقافية: (أولاً)(خامساً)(سادساً)               | 1979        | ثاني أكبر ساحة في العالم طولها 512م وعرضها 163م أنشأها الشاه عباس الأول الصفوي. |
| 4  | تخت سليمان                         |        | أذربيجان الغربية                                                                                    | المعايير الثقافية: (أولاً)(ثانياً)(ثالثاً)(رابعاً)(سادساً) | 2003        | مدينة أثرية يعود تاريخها إلى الحقبة الأخمينية خلال القرن الخامس قبل الميلاد. |
| 5  | بم ومشهدها الثقافي                 |        | كرمان                                                                                               | المعايير الثقافية : (ثانياً)(ثالثاً)(رابعاً)(خامساً)      | 2004        | مدينة بم أكبر مدينة مبنية باللبن في العالم. |
| 6  | باسارغاد                           |        | محافظة فارس                                                                                         | المعايير الثقافية: (أولاً)(ثانياً)(ثالثاً)(رابعاً)        | 2004        | مدينة أخمينية وعاصمة قورش الكبير وفيها قصره وقبره. |
| 7  | قبة السلطانية                      |        | زنجان                                                                                               | المعايير الثقافية: (ثانياً)(ثالثاً)(رابعاً)              | 2005        | مدينة تأريخية وعاصمة الدولة الإيلخانية بين (1304م - 1314م). |
| 8  | نقش بيستون                         |        | محافظة كرمانشاه                                                                                     | المعايير الثقافية: (ثانياً)(ثالثاً)                     | 2006        | تماثيل منحوتة على الصخر من زمن الملك داريوش الأول الأخميني (522 ق.م). |
| 9  | الأعمال الرهبانية الأرمنية         |        | أذربيجان الغربية                                                                                    | المعايير الثقافية : (ثانيا)(ثالثاً)(رابعاً)             | 2008        | يتضمن: دير القديس تداوس، دير القديس إستبانوس، كنيسة زور زور، كنيسة أم الرب المقدسة، كنيسة شيوبين. وأقدم هذه المباني هو دير القديس تداوس ويعرف أيضاً بالكنيسة السوداء الذي يرجع تأريخه إلى القرن السابع الميلادي. |
| 10 | نظام شوشتر الهيدروليكي التأريخي    |        | محافظة خوزستان                                                                                      | المعايير الثقافية: (أولاً)(ثانياً)(خامساً)               | 2009        | منظومة ري بناها الملك الأخميني داريوس الكبير. |
| 11 | بازار تبريز                        |        | تبريز                                                                                               | المعايير الثقافية: (ثانياً)(ثالثاً)(رابعاً)              | 2010        | أكبر سوق مسقف في العالم ومن أكبر أسواق الشرق الأوسط التأريخية، يعود بناؤه إلى القرن السابع عشر. |
| 12 | مجمع ضريح وتكية الشيخ صفي الدين    |        | أردبيل                                                                                              | المعايير الثقافية: (أولاً)(ثانياً)(رابعاً)               | 2010        | مرقد ومسجد الشيخ الصوفي صفي الدين الأردبيلي بين القرنين السادس عشر والثامن عشر. |
| 13 | حدائق فارسية                       |        | في محافظات فارس، ومازندان، وأصفهان، وكرمان، ويزد، وخراسان                                           | المعايير الثقافية: (أولاً)(ثانياً)(ثالثاً)(رابعاً)(سادساً) | 2011        | مجموعة من تسع حدائق منتقاة هي : الأربعون عمودا، حديقة فين، حديقة أرم، حديقة شازدة حديقة دولة أباد، حديقة عباس أباد، حديقة بهلوان بور، حديقة أكبرية، حديقة باسارغاد. |
| 14 | مسجد الجامع أصفهان                 |        | محافظة أصفهان                                                                                       | المعايير الثقافية: (ثانياً)                            | 2012        | بني عام 771م وخضع للتجديد والتعمير حتى نهاية القرن العشرين. |
| 15 | برج قنبد قابوس                     |        | محافظة غلستان                                                                                       | المعايير الثقافية: (أولاً)(ثانياً)(ثالثاً)(رابعاً)        | 2012        | أطول بناء وقت إنشائه عام 1006م ويبلغ طوله 72 متراً. |
| 16 | قصر كلستان                         |        | طهران                                                                                               | المعايير الثقافية: (أولاً)(ثانياً) (ثالثاً)(رابعاً)       | 2013        | مجمع قصور ملكية بناه الشاه طهمباسب الأول الصفوي. |
| 17 | شهر سوخته                          |        | محافظةسيستان وبلوتشستان                                                                             | المعايير الثقافية: (ثانياً)(ثالثاً)(رابعاً)              | 2014        | مدينة أثرية تعود للعصر البرونزي. |
| 18 | ميمند                              |        | كرمان                                                                                               | المعايير الثقافية: (خامساً)                            | 2015        | [ 20 ] |
| 19 | شوشان                              |        | محافظة خوزستان                                                                                      | المعايير الثقافية : (أولاً)(ثانياً)(ثالثاً)(رابعاً)       | 2015        | شوشان أو سوسة مدينة أثارية تقع في إقليم الأحواز كانت عاصمة العيلاميين والبارثيين ومن أهم مُدن الشرق الأدنى القديم. |
| 20 | القناة الفارسية                    | alt    | محافظة خرسان الرضوية ,محافظة خراسان الجنوبية، محافظة يزد، محافظة كرمان ,محافظة أصفهان،محافظة مركزي، | المعايير الثقافية: (ثالثا)(رابعا)                     | 2016        | مجموعة من 11 قناة مائية تنتشر في ستة محافظات يعود تأريخ حفرها إلى عصور مختلفة وما تزال تعمل لحد الآن وتزود الأهالي بمياه الشرب والسقي وتمثل بدع هندسية فريدة. |
| 21 | صحراء لوط                          |        | محافظة كرمان ، محافظة سيستان وبلوشستان،                                                             | المعايير الطبيعية: (سابعا)(ثامنا)                     | 2016        | من أكبر صحاري العالم وأكثرها جفافاً وسجلت فيها أعلى درجات الحرارةعالمياً حيث بلغت 70م. |
| 22 | مدينة يزد                          |        | محافظة فارس                                                                                         | المعايير الثقافية: (ثالثاً)(رابعاً)                     | 2017        | تقع مدينة يزد التاريخية في قلب إيران وفي مركز محافظة أسمها يزد، وتمتد بين سلسلتي شيركوه وخرانق الجبليتين، وتشكل الصحراء جزءاً منها وتحيط بها، وقد وصلت الحضارة الإنسانية إليها منذ قرون، وقد بُنيت منازلها من الطين والقش، وحافظت عى طرازها المعماري، وفيها ما يقارب العشرين سوقاً أو بازاراً شعبياً تاريخياً، ومساجد معروفة كجامع يزد، وأزقة متداخلة مزينة بأبنية الطوب والخشب. |
| 23 | المشهد الأثري الساساني لمنطقة فارس |        | فارس                                                                                                | المعايير الثقافية: (ثانياً)(ثالثاً) (رابعاً)             | 2018        | يضم هذا المنظر، الواقع جنوب شرق محافظة فارس الإيرانية، ثمانية مواقع أثرية موزعة في ثلاث مناطق جغرافية، هي: فيروز آباد، وبيشابور، سروستان. وتعود هذه المنشآت المحصنة والقصور والمخططات الحضرية إلى بدايات ونهايات الإمبراطورية الساسانية التي حكمت المنطقة بين عامي 224 و658 بعد الميلاد. وتضم هذه المواقع بوجه خاص العاصمة الأولى لأردشير الأول الذي أنشأ السلالة الحاكمة، وكذلك مدينة ومنشآت أثرية تعود لخلفه، الملك شابور الأول. ويعدّ هذا المنظر الأثري، القائم على الاستخدام الأمثل للمعالم والتضاريس الطبيعية، شاهداً على التأثير الكبير للتقاليد الثقافية لسلالة الأخمينيون والإمبراطورية الفرثية، والفن الروماني، على فن العمارة والأنماط الفنية الإسلامية. |
| 24 | غابات هيركانيان                    |        | محافظة جيلان، ومحافظة غلستان، ومازندان                                                              | المعايير الطبيعية: (تاسعاً)                            | 2019        | تشكل الغابات الهيركانية كتلة جبلية فريدة تمتد بمسافة 850 كيلو متر على طول الساحل الجنوبي من بحر قزوين. ظهرت هذه الغابات الواسعة عريضة الأوراق منذ ما بين 25 مليون إلى 50 مليون سنة، عندما غطت معظم منطقة الشمال المعتدل. تراجعت مناطق هذه الغابات القديمة خلال الغمر الجليدي الرباعي ومن ثم توسعت مجدداً عندما أصبح المناخ أكثر أعتدالاً. أن التنوع الحيوي النباتي لهذه الغابات ملفت للنظر: حيث أن 44% من النباتات الوعائية المعروفة في إيران وجدت في منطقة الغابات الهيركانية التي تغطي فقط 7% من مساحة البلاد. حتى اليوم، هناك 180 نوعاً من الطيور المألوفة في الغابات، وسُجلت 58 نوع من الثدييات، ويتضمن ذلك النمر الفارسي.                                       |
| 25 | سكة حديد إيران الوطنية             |        | غلستان,مازندران,سمنان,طهران,قم,مركزي,لرستان,خوزستان                                                 | المعايير الثقافية: (ثانيا)(سادسا)                     | 2021        | يعتبر طريق السكك الحديدية الوطني في إيران والذي يبلغ طوله حوالي 1400 كيلومتر مهم ليس فقط من حيث التقنية وجودة البناء، ولكن أي ًضا من حيث السياحة ووجود مشاهد طبيعية ومناطق جذب خاصة في العالم، وقد ساهمت منظمة اليونسكو في عولمة هذا طريق المليء بالمعالم الطبيعية والمباني والجسور والمحطات والمرافق وحتى القاطرات التاريخية. |
| 26 | هورامان                            |        | كردستان,كرمانشاه                                                                                    | المعايير الثقافية:(ثالثا)(خامسا)                      | 2021        | هورامان هو اسم منطقة تاريخية ذات نسيج متدرج وعادات خاصة في محافظتي كردستان وكرمنشاه. وتتمتع هذه القرى بخصائص فريدة من حيث الهندسة المعمارية وأسلوب حياة الناس والزراعة، ومن خالل الجمع بين الزراعة في المنحدرات الشديدة، أظهرت تكاملها مع الطبيعة. |
| 27 | الخانات الايرانية                  |        | 54 موقع في ايران                                                                                    | المعايير الثقافية:,(ثانيا)(ثالثا)                     | 2023        | تعد الخانات أحد أهم أشكال العمارة اإليرانية التي تسببت في تطوير الطرق واالحتياجات المتعلقة بمتطلبات ومتطلبات السفر. تم اختيار نا وال يحتوي أي منها هذه الخانات من خالل مقارنة خريطة 200 خاً على خريطة مكررة؛ لذلك، من الواضح أن الخانات هي نتيجة ونتاج إبداع وعبقرية المهندسين المعماريين اإليرانيين عبر التاريخ. |
| 28 | إكباتان                            |        | همدان                                                                                               | المعايير الثقافية:(اولا)(ثانيا)(ثالثا)(رابعا)         | 2024        | إكباتانن مهدالمملكة الميدية وعاصمتها. تقع منطقة إكباتانن في ضواحي مدينة همدان كما تمتد لداخل المدينة لتغطي مساحة 50 هكتاراً من المدينة. كانت إكباتان العاصمة الاولى لايران وتعد إلى جانب أثينا في اليونان وروما في إيطاليا وسوسة في خوزستان، واحدة من المدن القديمة القليلة في العالم التي ال تزال حية ومهمة. مر هيرودوت بالمدينة وقال ان بانيها هو دياكو وقال إن لها سبعة أسوار، كل جدار منها بلون أحد الكواكب. |

### المعايير الثقافية
- أولاً: تمثل تحفة عبقرية خلاقة من صنع الإنسان.
- ثانياً: تمثل إحدى القيم الإنسانية الهامة والمشتركة، لفترة من الزمن أو في المجال الثقافي للعالم، سواء في تطور الهندسة المعمارية أو التقنية، أو الفنون الأثرية، أو تخطيط المدن، أو تصميم المناظر الطبيعية.
- ثالثاً: تمثل شهادة فريدة من نوعها أو على الأقل استثنائية لتقليد ثقافي لحضارة قائمة أو مندثرة.
- رابعاً: أن تكون مثالاً بارزاً على نوعية من البناء، أوالمعمار أو مثال تقني أو مخطط يوضح مرحلة هامة في تاريخ البشرية.
- خامساً: أن يكون مثالاً رائعاً لممارسات الإنسان التقليدية في استخدام الأراضي، أو مياه البحر بما يمثل ثقافة (أو ثقافات)، أو تفاعل إنساني مع البيئة وخصوصاً عندما تصبح عُرضة لتأثيرات لا رجعة فيها.
- سادساً: أن تكون مرتبطة بشكل مباشر أو ملموس بالأحداث أو التقاليد المعيشية، أو الأفكار، أو المعتقدات، أو الأعمال الفنية والأدبية ذات الأهمية العالمية الفائقة. (وترى اللجنة أن هذا المعيار يُفضل أن يكون استخدامه بالتزامن مع معايير أخرى.)

### المعايير الطبيعية
- سابعاً: أن تحتوي ظاهرة طبيعية فائقة أو مناطق ذات جمال طبيعي استثنائي"
- ثامناً: أن تكون الأمثلة البارزة التي تمثل المراحل الرئيسية من تاريخ الأرض، بما في ذلك سجل الحياة، وكبير على ما يجري العمليات الجيولوجية في تطوير تضاريسه، أو ملامح شكل الأرض أو فيزيوغرافية كبيرة"
- تاسعاً: أن تكون الأمثلة البارزة التي تمثل كبيرة على الذهاب البيئية والبيولوجية في عمليات التطور والتنمية من الأرضية، والمياه العذبة الساحلية والبحرية النظم الإيكولوجية والمجتمعات المحلية من النباتات والحيوانات"
- عاشراً: أن تحتوي على أهم وأكبر الموائل الطبيعية لحفظ التنوع البيولوجي بالموقع، بما في ذلك تلك التي تحتوي على الأنواع المهددة بالانقراض وذات قيمة عالمية فريدة من وجهة نظر العلم أو حماية البيئة" .